# SRS TruSurround XT
SRS TruSurround XT — система виртуального пространственного звучания, разработанная компанией SRS Labs, позволяющая получить пространственное звучание при использовании всего двух акустических систем.

## Принцип действия
Чтобы создать иллюзию пространственного звука, необходимо определить, по каким правилам формируются сигналы, поступающие в уши, применительно к системе 5.1 и к двухканальной системе. Затем вычисляется, какие сигналы нужно подать на две колонки, чтобы в наши уши попало то же самое, что и при использовании системы 5.1. Тогда две колонки могут дать пространственное звучание. Конечно, такая система имеет свои ограничения. В частности, зона, в пределах которой наблюдается пространственное звучание, для двухканальной системы гораздо меньше. Но для практического применения этого достаточно, если учесть, что системы, обеспечивающие иллюзию присутствия источников звука вокруг слушателя при использовании всего двух колонок, предназначены для небольших помещений.
Данная технология используется в телевизорах, домашних кинотеатрах, ноутбуках и другой технике.